# Горбатовка (Красночетайський район)
Горбато́вка (рос. Горбатовка, чув. Горбатовка) — присілок у Чувашії Російської Федерації, у складі Штанаського сільського поселення Красночетайського району.
Населення — 38 осіб (2010; 113 в 2002, 226 в 1979, 535 в 1939, 574 в 1926, 355 в 1897, 169 в 1868, 138 в 1795). Національний склад — росіяни, чуваші.
Національний склад (2002):
- чуваші — 100 %

## Історія
Заснований 1931 року як селище Горбатово, сучасна назва та статус з 1935 року. До 1935 року та з 1965 року присілок входив до складу Красночетайського району, до 1953 року та у період 1962–1965 років, — до складу Шумерлинського району.

## Господарство
У присілку діє їдальня.